# Église Notre-Dame-de-la-Purification de Lauris
L'église Notre-Dame-de-la-Purification est l'église paroissiale de la commune de Lauris, dans le Vaucluse. Elle est classée au titre des monuments historiques depuis 1990.

## Histoire
L'Église franque, après le baptême de Clovis (496), poursuit la christianisation dans les campagnes grâce aux monastères. Durant cette période, deux églises sont construites sur la commune de Lauris : Saint-Martin à l'est, et Saint-Jean à l'ouest.
Après la mort de Dagobert (638), les troubles qui ont suivi ont poussé les Laurisiens à se réfugier sur les hauteurs et construire une troisième église sous le patronage de saint Projet, évêque auvergnat, assassiné en 674. Lauris avait été compris dans le « couloir austrasien », qui reliait l'Auvergne à Marseille, et en garde le souvenir. L'église est sans doute placé sur le terre-plein qui deviendra le Château.
Les seigneurs s'étant emparés de Saint-Projet, les Laurisiens construisirent à l'intérieur du village une quatrième église, Saint-Julien, ou ils purent enterrer leurs morts et réunir leurs conseils.
En 1486, la paix étant revenue, une cinquième église est construite, en dehors des remparts, sur la hauteur à l'est. Elle est sous le patronage de Notre-Dame-de-la-Purification, dans un siècle de grande dévotion mariale. L'église construite avec des moyens de fortune, par une population d'environ 150 habitants, pillée et brûlée par les huguenots en 1562, menace de tomber en ruine à la fin du XVIIe siècle.
Malgré les difficultés du temps, une nouvelle sixième église (plus vaste, avec deux bas-côtés, seul exemple dans le canton de Cadenet, et un chœur bâti au-delà des remparts), est bâtie entre 1702 et 1710, et garde le vocable de Notre-Dame-de-la-Purification. L'église restant quelque temps fermée, après la Révolution Française, car elle fut vidée d'une grande partie de ses objets pour les besoins de la guerre. Il ne reste que quatre tableaux et quelques objets liturgiques des XVIe et XVIIe siècles.
De 1830 à 1850, elle fut entièrement restaurée : réfection du portail d'entrée, nouvelle statue de la Vierge en façade, nouveau vitraux de part et d'autre de l'entrée, etc. En 1857, mise en place d'une structure en ferronnerie sur le clocher pour installation d'un timbre d'horloge (dessin de Sollier, architecte à Apt, fabrication des frères Mousquet. Le chemin de croix date de 1904, sur une fabrication artisanale.
Le 21 février 1989, l'église est inscrite au titre des monuments historiques. Cette inscription est annulée par l'arrêté de classement au titre des monuments historiques du 22 novembre 1990.

## Aujourd'hui

### Extérieur
L'édifice, daté du XVIIIe siècle, est composé de quatre chapelles latérales entourant une nef, sur les plans de l'architecte aixois Vallon.
La façade comporte une niche abritant une statue de la Vierge à l'Enfant de 1854, réalisée par le sculpteur Ollier. L’œuvre, d'une hauteur de 2,20 m, est taillée dans le calcaire.

Église Notre-Dame-de-la-Purification
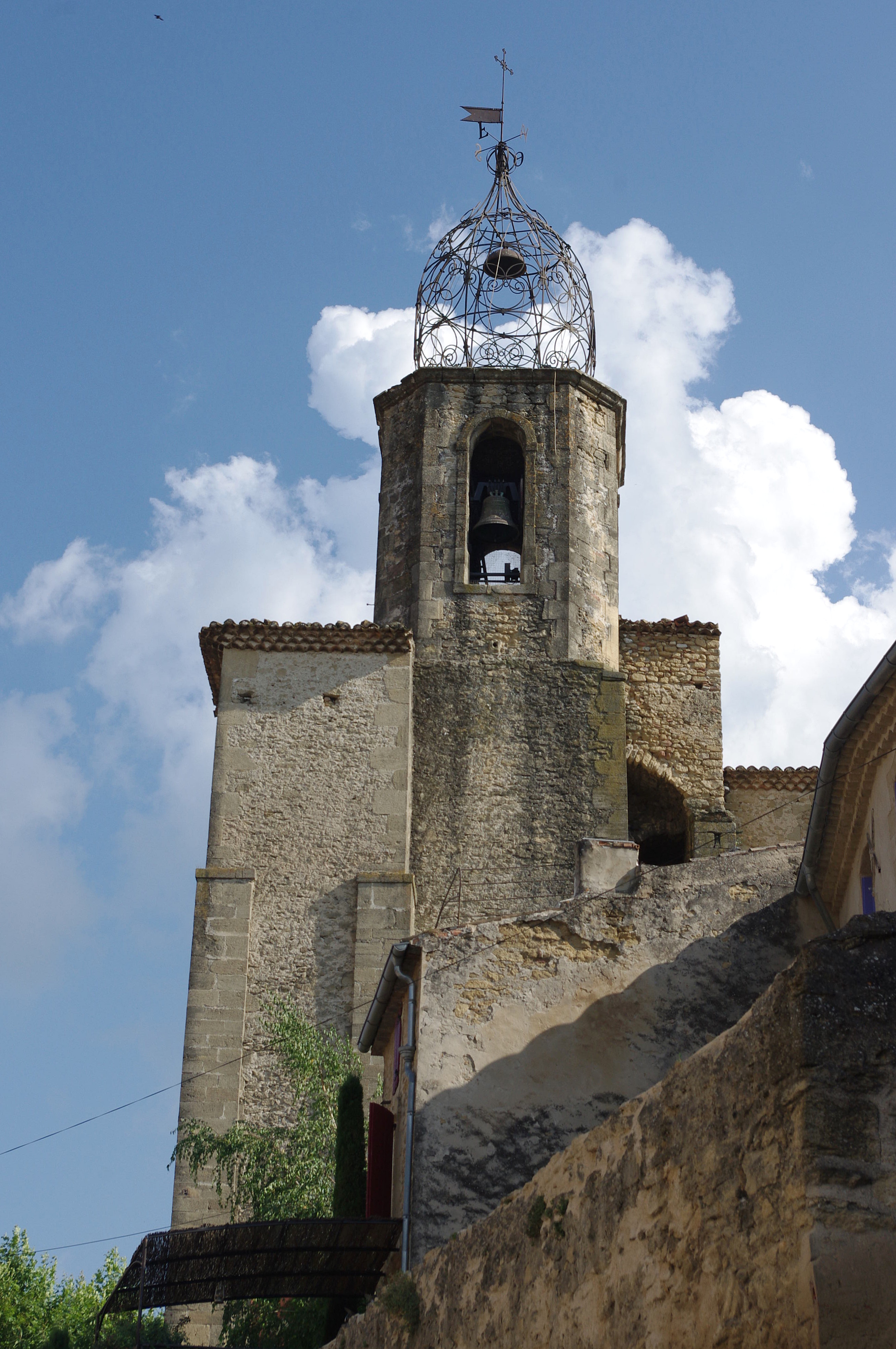
Vue d'ensemble.
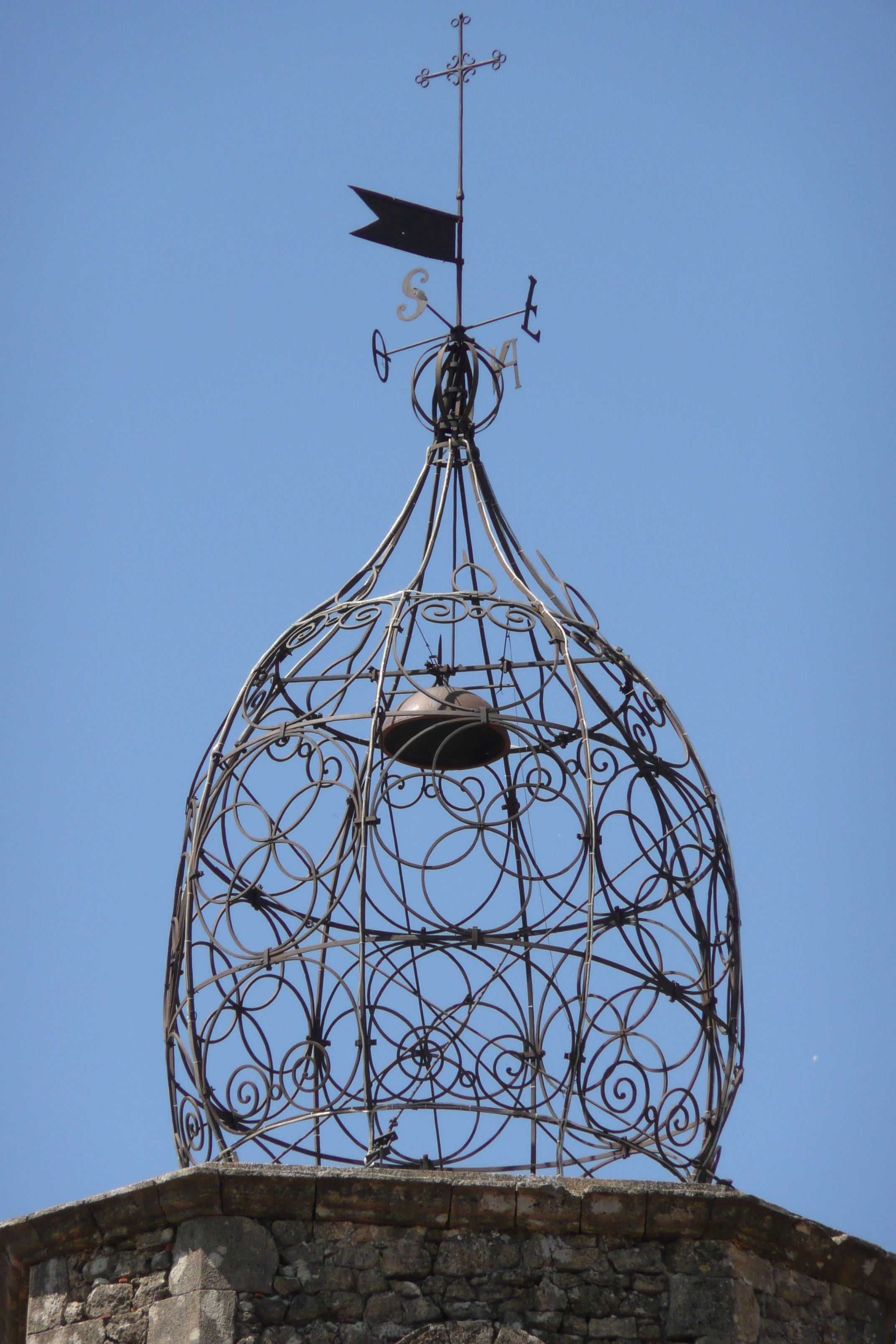
Campanile du clocher.
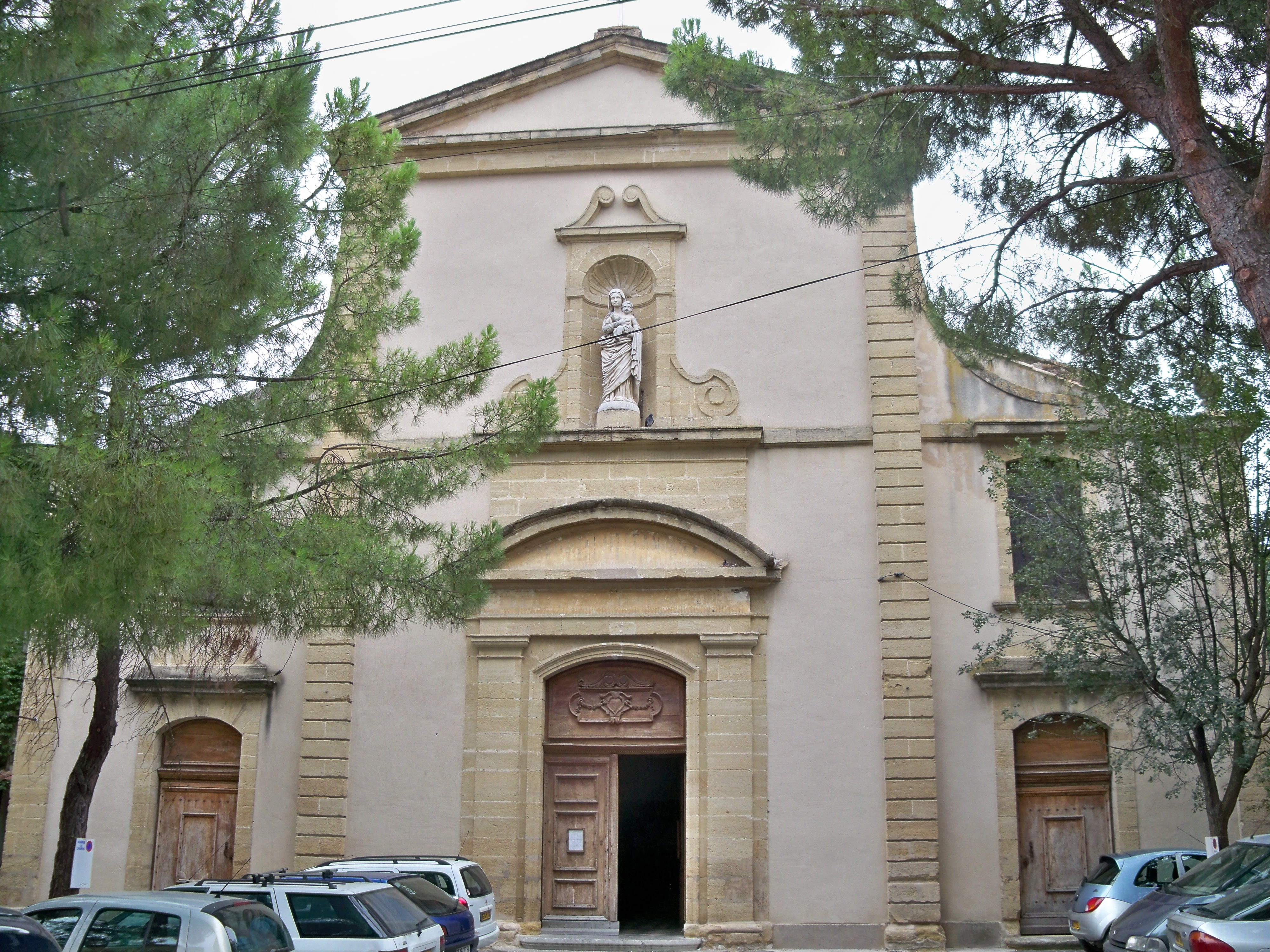
Façade et entrée.
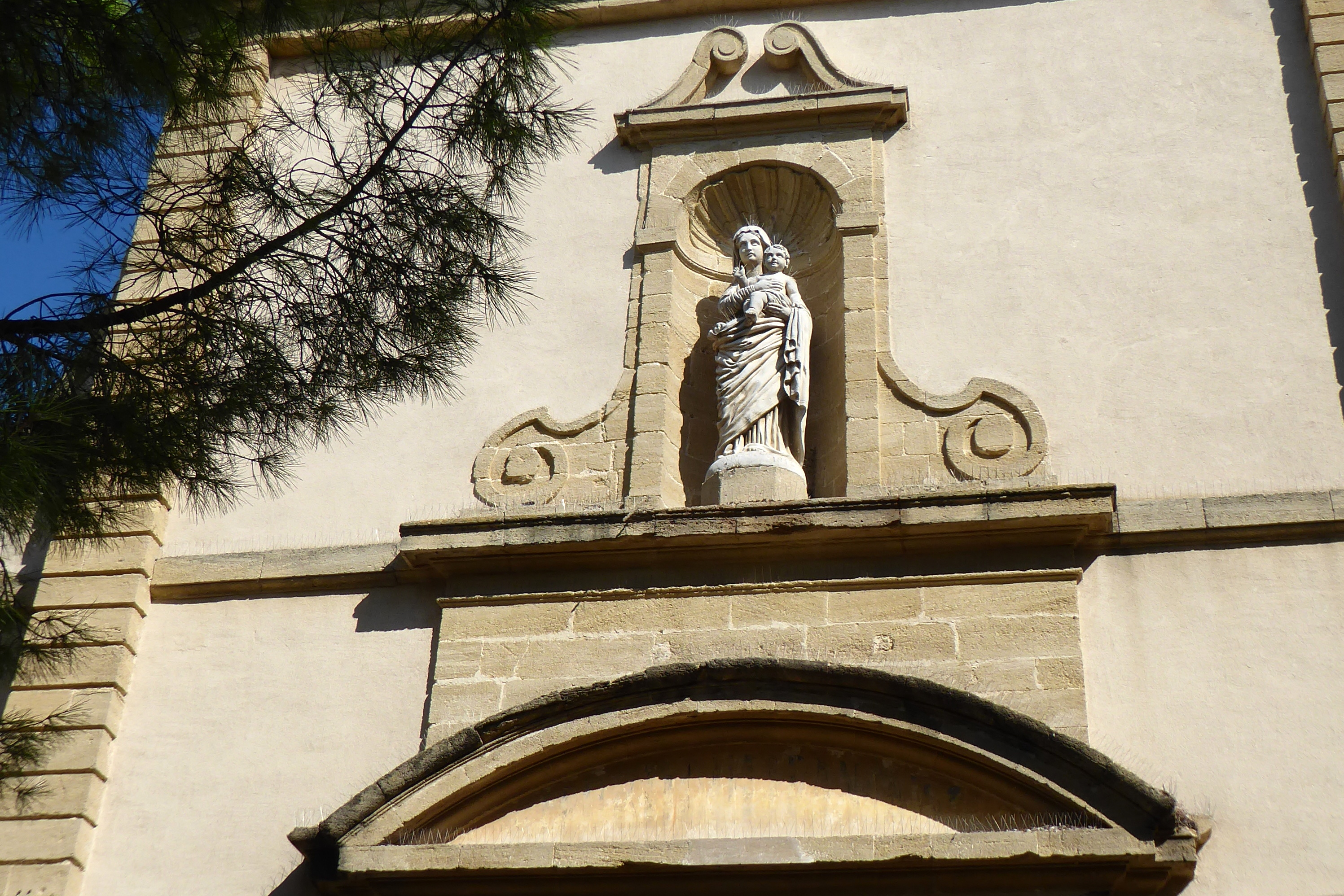
Vierge à l'Enfant.

### Intérieur

#### Mobilier
Le service de l'inventaire général du patrimoine culturel a effectué un inventaire topographique au cours duquel il a repéré plusieurs éléments mobiliers dans l'église Notre-Dame-de-la-Purification
L'église conserve une série de tableaux :
- la pénitence de Madeleine à la sainte Baume, XVIIe siècle[4] ;
- Vierge et l'Enfant remettant le rosaire à saint Dominique et à sainte Catherine intercesseurs des âmes du Purgatoire[5] ;
- la Sainte Famille, saint Antoine et saint Éloi, XVIIe siècle[6] ;
- Marie apprenant à lire à l'Enfant Jésus, signé Jean Christol, 1854[7] ;
- le Sacré-Cœur de Jésus, signé Jean Christol, 1855[7] ;
- la Présentation au Temple[8] ;
- sainte Geneviève rendant la vue à sa mère[9] ;
- l'Assomption de la Vierge, XIXe siècle[10] ;
- sainte Martine[11] ;
- le Christ en agonie à Gethsémani[12].

#### Vitraux
Deux vitraux sont placés au-dessus des portes d'entrée secondaires, qui encadrent la porte d'entrée principale en façade ouest. L'un représente la Visitation, l'autre La mort de Joseph. Le premier est signé Fulcrand Brunet - Montpellier 1864.

Intérieur de l'église
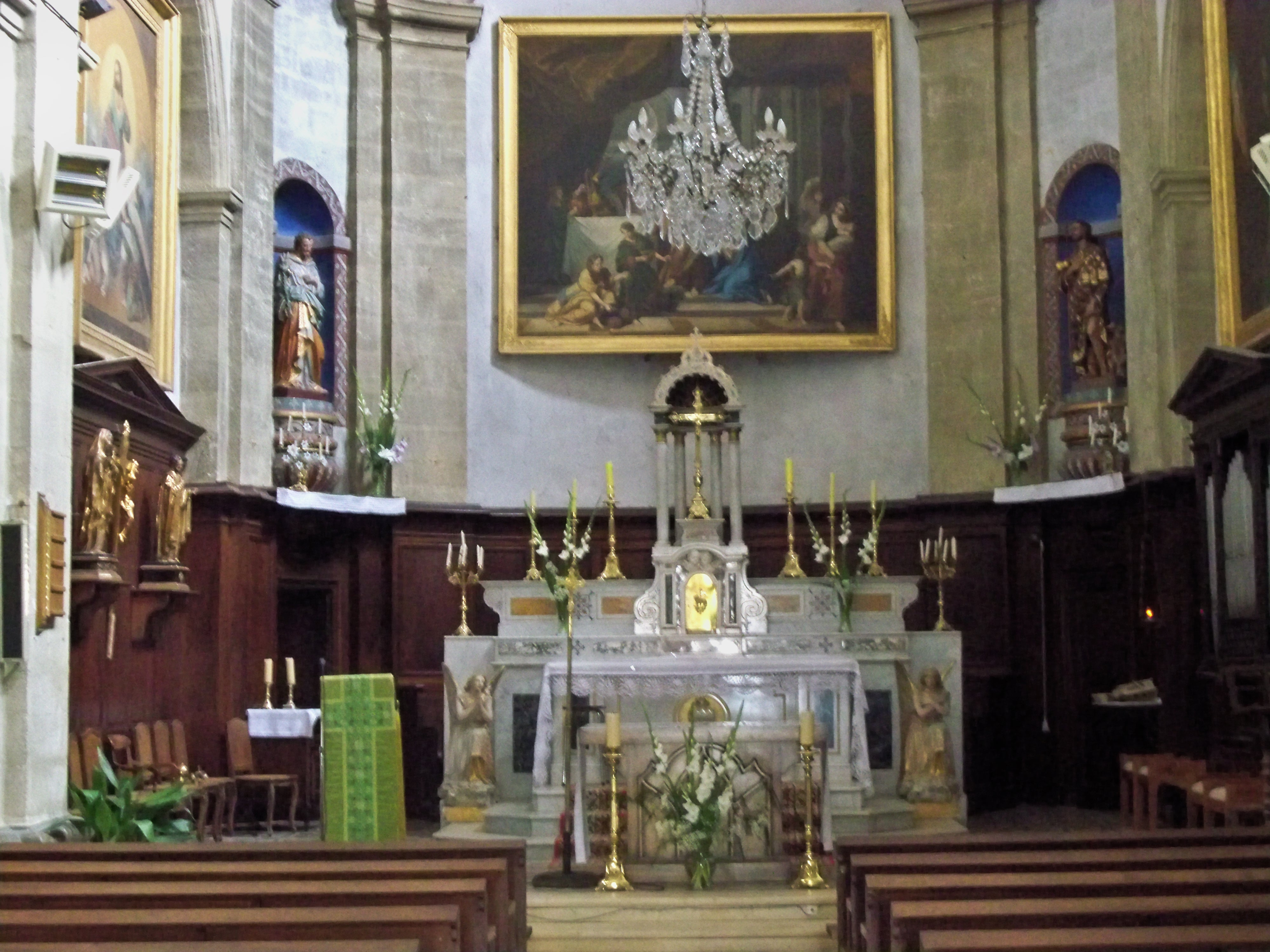
Autel.
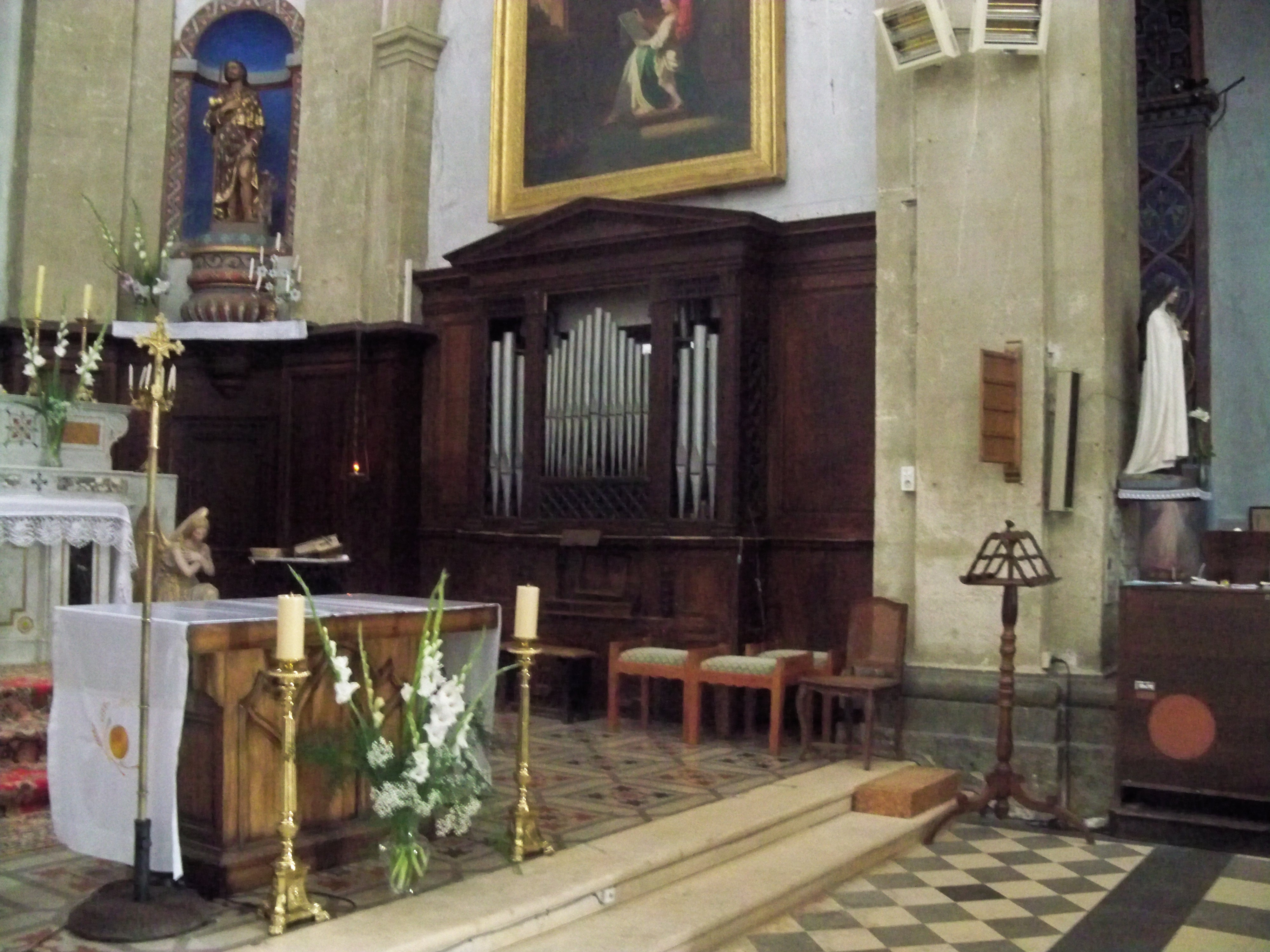
Orgue.
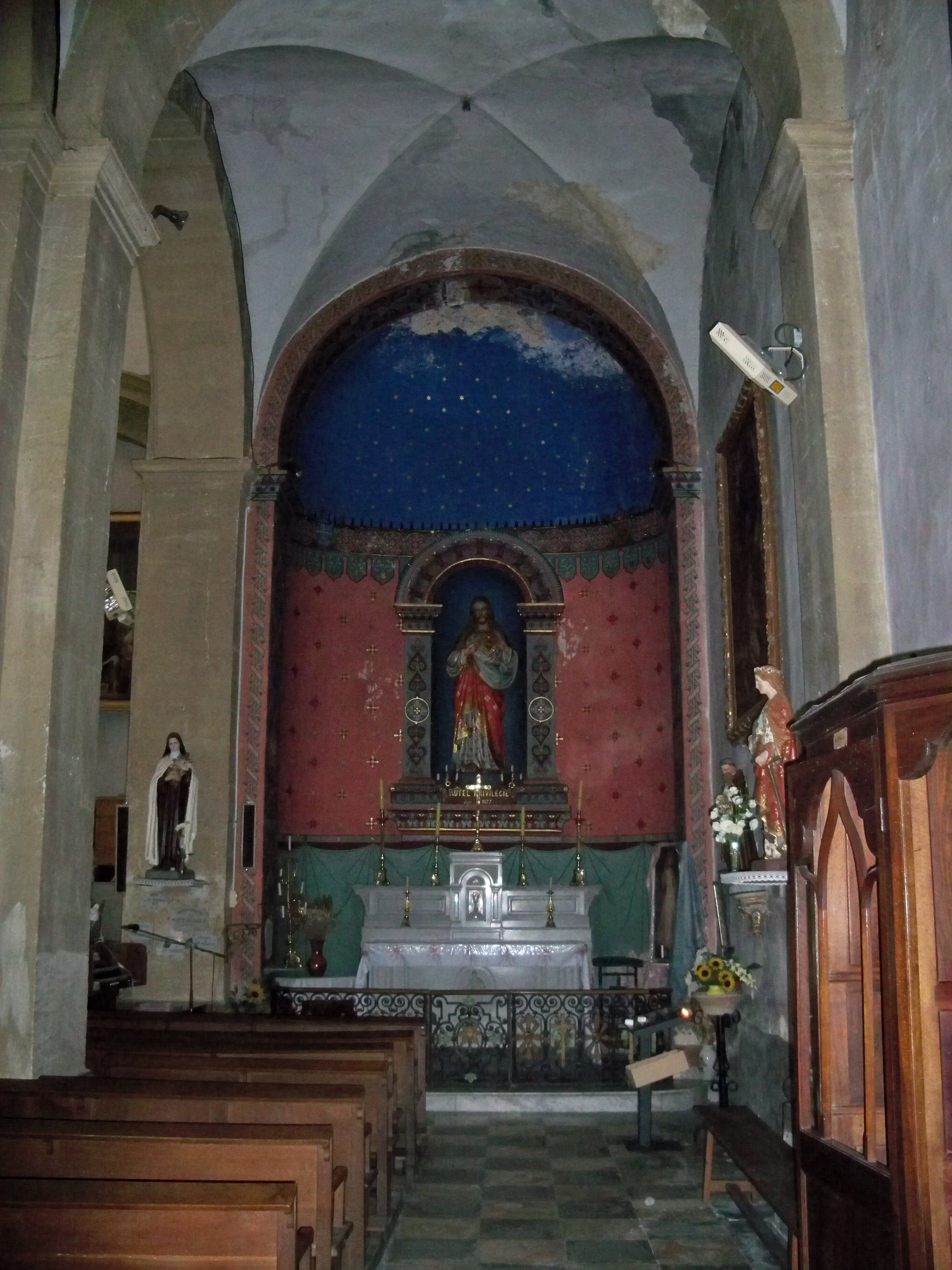
Collatéral sud.